# Rattus lutreolus
Rattus lutreolus  (Gray, 1841) è un roditore della famiglia dei Muridi endemico dell'Australia.

## Descrizione

### Dimensioni
Roditore di medie dimensioni, con la lunghezza della testa e del corpo tra 120 e 200 mm, la lunghezza della coda tra 80 e 145 mm, la lunghezza del piede tra 27 e 35 mm, la lunghezza delle orecchie tra 15 e 20 mm e un peso fino a 160 g.

### Aspetto
La pelliccia è lunga, densa e cosparsa di lunghi peli scuri, particolarmente sul dorso. Le parti superiori variano dal bruno-rossiccio al nerastro, mentre le parti inferiori sono grigio-giallastre. Gli occhi sono relativamente piccoli. Le orecchie sono corte, rotonde e grigio scure.  I piedi sono marrone scuro, con la pianta nerastra. La coda è più corta della testa e del corpo, è uniformemente grigia scura o nerastra, praticamente priva di peli e rivestita da 9-13 anelli di scaglie per centimetro. Le femmine hanno 5 paia di mammelle. Il cariotipo è 2n=42 FN=60.

## Biologia

### Comportamento
È una specie terricola e notturna, sebbene può essere attiva anche di giorno. Costruisce percorsi attraverso la vegetazioni e estesi sistemi di cunicoli superficiali.

### Alimentazione
Si nutre principalmente di steli d'erba e semi.

### Riproduzione
Le femmine danno alla luce fino a 5 piccoli diverse volte durante l'anno.

## Distribuzione e habitat
Questa specie è diffusa in alcune aree costiere del Queensland centro-orientale e sud-orientale, Nuovo Galles del Sud, Victoria e Tasmania.
Vive in ambienti umidi fino a 1.600 metri di altitudine, sebbene in Tasmania è presente in aree alpine, foreste di Sclerofille, praterie di Button grass e foreste umide temperate.

## Tassonomia
Sono state riconosciute 3 sottospecie:
- R.l.lutreolus: Queensland sud-orientale, Nuovo Galles del Sud orientale, Stato di Victoria, Australia Meridionale sud-orientale, Isola Fraser, Isola dei Canguri;
- R.l.lacus (Tate, 1951): aree costiere del Queensland centro-orientale;
- R.l.velutinus (Thomas, 1882): Tasmania e isole dello Stretto di Bass.

## Conservazione
La IUCN Red List, considerato il vasto areale e la popolazione numerosa, classifica R.lutreolus come specie a rischio minimo (Least Concern).